# Anwari
Anwari (Mahna, ... – Balkh, 1190) è stato un poeta e astrologo persiano.
Awḥad al-Dīn Muḥammad ibn Muḥammad Khāwarānī, più noto come Anvari (all'araba Anwarī), fu cortigiano di Ahmed Sanjar ed è considerato tra i caposcuola della poesia persiana classica e del genere Qaṣīda in particolare.
Il suo stile poetico si caratterizzò per un uso disinvolto di metafore, di iperboli e di allusioni erudite.
Studiò nella madrasa al-Manṣūriyya di Ṭūs (odierna Mashhad) e si dedicò anche all'astrologia, secondo il cursus degli studi che, all'epoca, doveva compiere ogni studente di un certo livello.